# Hundsjö
Hundsjö är en by i norra Ångermanland som ligger mellan orterna Gideå och Flärke i Örnsköldsviks kommun.
På senare år har allt fler hittat till byn och dess enda butik som säljer trädgårdsprydnader. Trädgårdskonst i Hundsjö har även en annorlunda visningsträdgård som sedan 2009 haft ett stort antal besökare. Det finns även en badplats i Hundsjö.